# Ngô Thị Mận
Ngô Thị Mận (sinh ngày 25 tháng 10 năm 1948) là một sĩ quan cấp Trung tá của Công an nhân dân Việt Nam, bà là phu nhân của ông Nguyễn Phú Trọng, Tổng Bí thư Ban Chấp hành Trung ương Đảng Cộng sản Việt Nam trong nhiệm kỳ từ ngày 19 tháng 1 năm 2011 cho đến khi ông từ trần vào ngày 19 tháng 7 năm 2024. Bà còn là Phu nhân Chủ tịch nước Việt Nam trong khi chồng bà đảm nhiệm cả 2 chức vụ trong nhiệm kỳ chủ tịch nước từ năm 2018 đến năm 2021. Trước đó, bà cũng trở thành phu nhân của Chủ tịch Quốc hội Việt Nam khi chồng bà đảm nhiệm chức vụ này từ năm 2006 cho đến năm 2011.
Ngô Thị Mận được báo chí Việt kiều mệnh danh là "Đệ nhất phu nhân Việt Nam". Bà được cho là đã duy trì một lối sống giản dị và rất kín tiếng mặc dù chồng của bà là người có quyền lực chính trị cao nhất tại Việt Nam.

## Tiểu sử
Theo một số nguồn sách về ông Nguyễn Phú Trọng thì bà Ngô Thị Mận sinh năm 1948, bà là một sĩ quan Công an nhân dân Việt Nam, công tác tại sở Công an Quận Hai Bà Trưng, Thành phố Hà Nội và đã nghỉ hưu với quân hàm Trung tá. Bà kết hôn với ông Nguyễn Phú Trọng và sinh được 2 người con gồm 1 con gái là Nguyễn Thị Kim Ngọc (sinh năm 1973) và 1 con trai là Nguyễn Trọng Trường (sinh năm 1976), cả 2 người con đều là những công chức nhà nước. Bà từng sinh sống cùng chồng tại căn nhà ở phố Thiền Quang, Hà Nội.